# ويلبر دوسن أوينز جونيور
ويلبر دوسن أوينز جونيور (بالإنجليزية: Wilbur Dawson Owens Jr.)‏ هو محامي وقاضي أمريكي، ولد في 1 فبراير 1930 في ألباني في الولايات المتحدة، وتوفي في 28 أبريل 2010 في ماكون في الولايات المتحدة.